# Боділь Бйорн
Боділь Катаріна Бйорн (норв. Bodil Catharina Biørn; 27 травня 1871, Крагерьо — 22 липня 1960, Осло) — норвезька місіонерка. Свідок геноциду вірмен, яка врятувала життя багатьом вірменським біженцям на сході Османської імперії.

## Біографічні відомості
Бйорн походила з заможної багатодітної норвезької сім'ї. Після закінчення школи хотіла стати співачкою, однак у 25 років звернулася до релігії й вирішила допомагати стражденним. Вчилася на курсах медсестер в Норвегії та Німеччині. У 1904 році закінчила місіонерську школу в Копенгагені і в 1905 році вирушила на схід Османської імперії як місіонерка від імені «Організації жінок-місіонерок». Спочатку працювала в місті Мезре провінції Харберд (сьогодні Елязиг)
З 1907 року працювала в місті Муш в лікарні та дитячому будинку для вірмен. Там вона мала від 50 до 70 пацієнтів в день. У 1915 році під час геноциду пацієнти і працівників лікарні було вбито або вигнано. Разом зі своєю шведської колегою Альмой Юханссон вона була єдиним свідком геноциду із західного світу в цьому населеному пункті. У 1917 році вона повернулася назад до Норвегії, взявши з собою усиновленого нею дворічного вірменського сироту. У 1921 році переїхала до Вірменії і відкрила в Олександрополі дитячий притулок «Луйсахпюр» на норвезькі пожертвування. У 1924 році уряд Радянської Вірменії закрив притулок, перевівши сиріт в притулок «Амерком». Після цього Бйорн була змушена покинути країну.
Вона вирушила в Алеппо в Сирії і працювала там з вірменським біженцям. У 1934 році вирушила назад до Норвегії. До своєї смерті займалася збором коштів, лекціями та статтями про долю вірменських біженців, які постраждали від геноциду.

## Пам'ять
Як і Фрітьоф Нансен, Бйорн у Вірменії отримала визнання за діяльність для вірменського народу; вони обидва відзначені в музеї геноциду вірмен в Єревані. Її фотографії та щоденникові записи про геноцид 1915-1916 років зберігаються в державному архіві в Осло.
У 2015 році про діяльність Боділ Бьорн і чотирьох інших жінок-місіонерок, які стали очевидцями геноциду вірмен, було знято фільм «Карта порятунку».